# بلووي
بلووي (بالإنجليزية: Bluey) هو مسلسل رسوم متحركة أسترالي موجه للأطفال في سن الحضانة، من تأليف «جو بروم»  وإنتاج شركة «لودو ستوديو» الواقعة في ولاية كوينزلاند الأسترالية. أُنتِج المسلسل بتكليف من هيئة الإذاعة الأسترالية وهيئة الإذاعة البريطانية، وتمتلك شركة «بي بي سي ستوديوز» حقوق توزيعه التجاري وتسويقه عالميًا. جاء عرضه الأول على قناة «إيه بي سي كيدز» في 1 أكتوبر 2018، وخرج إلى الساحة الدولية على قناة ديزني جونيور في الولايات المتحدة الأمريكية، ويمكن مشاهدته من خلال خدمة ديزني بلس.
يتناول المسلسل أحداثًا ومواقف يومية في حياة جرو تُدعى «بلووي» من سلالة كلب المراعي الأسترالي، تبلغ ستة أعوام، مفعمة بالحيوية، واسعة الخيال، بالغة الفضول، تعيش مع والدها «بانديت»، وأمها «تشيلي»، وأختها الصغرى «بنجو» التي ترافقها عادة في مغامرات خيالية يخوضانها معًا. وفي المسلسل شخصيات أخرى تمثل مختلف سلالات الكلاب. أما الموضوعات الرئيسية للمسلسل فتشمل الحياة الأسرية والنشأة والثقافة الأسترالية. وتدور أحداث المسلسل في مكان مستوحى من مدينة بريزبان عاصمة ولاية كوينزلاند.
وقد حظي المسلسل بمعدلات مشاهدة مرتفعة في أستراليا، سواء من خلال البث التليفزيوني أو خدمات المشاهدة حسب الطلب، وأثمر نجاحه عن مجموعة من المنتجات التجارية، وعرض مسرحي، وفيلم سينمائي قيد الإعداد مقرر عرضه عام 2027. وقد فاز المسلسل  بالمركز الأول في حفل «جوائز لوجي» لأفضل برنامج للأطفال عامي 2019 و2022، وجائزة في حفل «إيمي الدولي للأطفال» عام 2019، وجائزة «بيبودي» عام 2024. وقد أشاد النقاد بالمسلسل لتصويره الحياة الأسرية بشكل عصري وإيجابي، وبثه رسائل تربوية بناءة، وتقديمه شخصية أبوية ملهمة في دور «بانديت».

## الشخصيات
يتم التعبير عن الشخصيات التابعة لـ بلووي من قبل أطفال طاقم إنتاج البرنامج ولا يُنسب إليهم الفضل كأداء صوتي.
- بلووي - جرو بلو هيلر تبلغ من العمر ست سنوات. إنها فضولية وحيوية.
- بنغو - الأخت الصغرى بلووي البالغة من العمر أربع سنوات، جرو من نوع هيلر أحمر.

## النسخة العربية
الممثلون
- بلوي (Bluey) - جنى عفت
- بينغو (Bingo) - أليس إيهاب
- الأب (Dad) - إبراهيم غريب
- الأم (Mum) - جيسي عادل

## وصلات خارجية
- بلووي على موقع IMDb (الإنجليزية)
- بلووي على موقع IMDb (الإنجليزية)
- بلووي على موقع روتن توميتوز (الإنجليزية)
- بلووي على موقع ميوزك برينز (الإنجليزية)
- بلووي على موقع أول موفي (الإنجليزية)
- بلووي على موقع فيلمافينيتي (الإسبانية)
- بلووي على موقع كينوبويسك (الروسية)
- بلووي على موقع قاعدة بيانات الفيلم (الإنجليزية)